# Eistla Regio
L'Eistla Regio è una vasto altopiano situato nell'emisfero settentrionale del pianeta Venere. Il suo nome deriva da quello di Eistla, una gigantessa della mitologia norrena.
La regione è caratterizzata dalla presenza di due grandi vulcani a scudo: il Gula Mons, alto 3,2 chilometri, con un diametro di circa 400 chilometri, ed il Sif Mons, di dimensioni leggermente inferiori. Similmente alle pianure circostanti, i due edifici vulcanici si presentano ricoperti da colate laviche.